# Verzorgingsplaats Swentibold
Verzorgingsplaats Swentibold is een Nederlandse verzorgingsplaats langs de A2 Maastricht-Amsterdam tussen afritten 48 en 47 ter hoogte van Sittard.
De naam Swentibold is ontleend aan koning Swentibold, een Frankische koning uit de vroege Middeleeuwen, net als bij vele andere zaken (bedrijven, scholen, verenigingen, etc.) in de regio  Born-Sittard-Susteren. Zo loopt er parallel aan de A2 tot aan deze verzorgingsplaats de Swentiboldweg. Deze koning stierf een gewelddadige dood ergens aan de Maas in de omgeving van Susteren, en is aldaar in de abdijkerk, de huidige Basiliek van de Heilige Amelberga in Susteren, begraven. Koning Swentibold was de tweede en laatste koning van Lotharingen en heeft dat rijk van 895 tot aan zijn dood op 13 augustus 900 geregeerd.

## Oplaadpunt
De verzorgingsplaats beschikt ook over een overdekt oplaadpunt voor elektrische auto's, geëxploiteerd door Fastned. De oplaadtijden zijn relatief kort. De overkapping voorziet in de stroomvoorziening door middel van zonnepanelen. Dit was in 2014 het eerste snellaadstation voor elektrische auto's in Limburg.  
Richting Eijsden:
Haarrijn · 
IJsselstein · 
Bisde · 
De Lucht West · 
Velder · 
't Haasje · 
Roevenpeel · 
Ellerbrug · 
Het Anker · 
Vossedal · 
Knuvelkes
Richting Amsterdam:
Patiel · 
Meerssen · 
Kruisberg · 
Swentibold · 
Bosserhof ·
Meiberg · 
Groote Bleek · 
Ooiendonk · 
De Lucht Oost · 
Lingehorst · 
Jutphaas · 
Ruwiel